# وركبلايس من فيسبوك
وركبلايس عبارة عن منصة اتصال مؤسسية تم تطويرها بواسطة فيسبوك. وتتميز بأدوات مثل المجموعات والمراسلة الفورية وخلاصة الأخبار.

## تاريخ
أُعلن عن ورك بليس لأول مرة في 14 يناير 2015. وأطلق  الإصدار التجريبي باسم Facebook at Work قبل إطلاقه رسميًا في أكتوبر 2016. توقفت الحسابات المجانية اعتبارًا من فبراير 2021.[بحاجة لمصدر]</link>
أُطلق Workplace for Good في يونيو 2018 لتوفير نسخة مجانية من Workplace للمؤسسات غير الربحية المسجلة وموظفي المؤسسات التعليمية.
أعلنت Workplace في أكتوبر 2018عن إطلاق ميزة التحقق من السلامة. طُور في الأصل بواسطة مهندسي فيسبوك بعد كارثة تسونامي اليابانية عام 2011،[بحاجة لمصدر]</link> يتيح فحص السلامة في مكان العمل للمؤسسات تحديد الموظفين الذين قد يتأثرون بالأزمة وإرسال الاستجابات ومراقبتها. استخدم فحص السلامة من قبل شركة دلتا إيرلاينز (أثناء إعصار فلورنس وزلزال هوكايدو ).
أصبح عدد المشتركين 7 ملايين مستخدم مدفوع الأجر اعتبارًا من مايو 2021. وأعلنت شركة Meta في مايو 2024 أنها ستقوم بالتخلص التدريجي من Workplace وإغلاقه بالكامل في عام 2026.